# Amphisbaena caeca
Amphisbaena caeca là một loài bò sát trong họ Amphisbaenidae. Loài này được Cuvier mô tả khoa học đầu tiên năm 1829.